# Stellaria persica
Stellaria persica är en nejlikväxtart som beskrevs av Pierre Edmond Boissier. Stellaria persica ingår i släktet stjärnblommor, och familjen nejlikväxter. Inga underarter finns listade i Catalogue of Life.